# Hazarajat
 Hazarajat (pastó: افغانستانHazārajāt) ou Hazaristão (pastó: هزارستانHazāristān) é uma região montanhosa das terras altas centrais do Afeganistão, junto das montanhas Baba nas bordas ocidentais da cordilheira Indocuche. É o lar do povo hazara, que perfaz a maioria da população ali vivente.
A região é composta, principalmente, pelas províncias de Bamiã, Daikondi, Ghowr e grandes áreas de Gásni, Oruzgan, Parwan e Maydan-Vardak Vários rios importantes do país, como o rio Cabul, se originam no Hazaristão.
O nome "Hazaristão" apareceu pela primeira vez em um livro do século XVI, chamado Baburnama ("As Memórias de Babur"), escrito pelo fundador do Império Mogol. Quando o geógrafo ibne Batuta chegou na região de Coração, em 1333, ele percorreu toda a região, apesar de não registrar nenhum lugar de nome Hazaristão.

## Etimologia
O povo hazara e outros povos ao redor usam nomes como Hazarajat e Hazaristão para identificar e nomear as terras históricas dos hazara. Hazarajat é uma composição de Hazara com o sufixo em dari jat, usado para associar palavras com regiões ao sul, a oeste e no centro da Ásia. Hazaristão significa, à semelhança de outros termos acabados em "-istān" (-istão) na região, "a terra dos Hazara".